# GNU/Linux
GNU/Linux er et styresystem som bygger på kernen Linux og en række basisværktøjer fra GNU-projektet.
Mange omtaler dog styresystemet som "Linux", selvom dette blot er kernen. I modsætning hertil nævnes styresystemet Microsoft Windows ofte, uden at lægge vægt på hvilken kerne dette er baseret på.
GNU-projektet arbejder på et alternativ til Linux, GNU Hurd. GNU/Linux er det mest udbredte GNU- og Linuxbaserede styresystem.
- Wikimedia Commons har flere filer relateret til GNU/Linux

| Tux | Spire Denne Linuxartikel er en spire som bør udbygges. Du er velkommen til at hjælpe Wikipedia ved at udvide den. |